# Paus Damasus I
Damasus I (Guimarães, ca. 305 - Rome, 11 december 384) was de 37ste paus van de Rooms-Katholieke Kerk.

## Achtergrond
Hij was de zoon van een Spaanse priester, Antonius genaamd, en een zekere Laurentia. Hij werd gekozen in de roerige situatie na de dood van paus Liberius, zijn voorganger. De aanhangers van Liberius wilden Ursinus, zijn diaken, als opvolger. De voormalige aanhangers van de overleden tegenpaus Felix II kozen voor Damasus, hoewel Damasus het arianisme verwierp. De Romeinse keizer Valentinus moest zelfs een hevige opstand neerslaan, waarna de prefect van Rome Damasus tot paus uitriep. Damasus werd door de stadsprefect aangeklaagd wegens het aanzetten tot moord, maar dankzij hulp van machtige vrienden werd hij niet veroordeeld.

## Werelds
Paus Damasus stond bekend als iemand die zich vooral met wereldlijke zaken bezighield. Hij was berucht om zijn decadente banketten. Een rijke Romein, Vettius Agorius Praetextatus, grapte tegen hem: "Maak me bisschop van Rome en ik word christen", als reactie op zijn gedrag. In 378 werd er zelfs een klacht tegen hem ingediend wegens overspel, maar deze werd door keizer Gratianus zelf verworpen. Damasus had de bijnaam "streler van damesoren".

## Kerkelijk
Zijn pontificaat kenmerkte zich vooral door een versterking van de pauselijke macht, en de zoektocht naar een theologisch argument voor deze macht. Dat vond hij onder andere in Mattheus 16:18, waar staat:
"En ik zeg U dit: Gij zijt Petrus, de steenrots, en op deze steenrots zal ik mijn Kerk bouwen."
Damasus was de eerste die de term "apostolische stoel" gebruikte. Hij beklemtoonde dat hij in zijn ambt de opvolger van Petrus was en sprak herhaaldelijk over de kerk als de apostolische stoel (sedes apostolica). Hiermee stelde hij de kerk van Rome boven andere kerken. Om de band met Petrus en Paulus te onderstrepen, liet hij hun graven en kerken rijkelijk versieren.
In de laatste jaren van zijn pausschap werd Damasus geassisteerd door Sint-Hiëronymus, die hij aanzette tot het maken van de Vulgaat, de Bijbelvertaling in het volkslatijn van zijn tijd. Ook is hij verantwoordelijk voor de versiering van kerken en het verfraaien van liturgische handelingen.
Na zijn dood, op 11 december 384, werd de paus een heilige. Zijn gedenkdag is tevens zijn sterfdag. Damasus geldt als beschermer tegen griep.
Cursief: tegenpaus